# Triumph Studios
Triumph Studios — голландський розробник відеоігор, заснований у 1997 році в Делфті, Нідерланди . Студія відома серією Age of Wonders і Overlord і розробила кілька ігор для ПК, Xbox 360 і PlayStation 3 . Для розробки ігор серії Overlord компанія використовувала власний рушій Creator. 
30 червня 2017 року Paradox Interactive оголосила про придбання Triumph Studios.  Сума угоди склала близько 4,5 мільйонів доларів (4 мільйони євро). Triumph стала четвертою великою студією Paradox, а також першою за межами Швеції. 

## Ігри
| рік  | Гра                                               | Видавець                | Жанр                | Платформа(и) | Платформа(и) | Платформа(и) | Платформа(и)   |
| рік  | Гра                                               | Видавець                | Жанр                | Win          | OS X / Linux | X360 / PS3   | Xbox One / PS4 |
| ---- | ------------------------------------------------- | ----------------------- | ------------------- | ------------ | ------------ | ------------ | -------------- |
| 1999 | Age of Wonders (розроблено спільно з Epic Games ) | Gathering of Developers | Покрокова стратегія | Так          | Ні           | Ні           | Ні             |
| 2002 | Age of Wonders II: The Wizard's Throne            | Take-Two Interactive    | Покрокова стратегія | Так          | Ні           | Ні           | Ні             |
| 2003 | Age of Wonders: Shadow Magic                      | Gathering of Developers | Покрокова стратегія | Так          | Ні           | Ні           | Ні             |
| 2007 | Overlord                                          | Codemasters             | Рольова гра         | Так          | Так          | Так          | Ні             |
| 2008 | Overlord: Raising Hell                            | Codemasters             | Рольова гра         | Так          | Так          | Так          | Ні             |
| 2009 | Overlord II                                       | Codemasters             | Рольова гра         | Так          | Так          | Так          | Ні             |
| 2014 | Age of WondersIII                                 | Triumph Studios         | Покрокова стратегія | Так          | Так          | Ні           | Ні             |
| 2019 | Age of Wonders: Planetfall                        | Paradox Interactive     | Покрокова стратегія | Так          | Ні           | Ні           | Так            |

## Зовнішні посилання
- Офіційний сайт